# 小野田為盛
小野田 為盛（生没年不詳）は、戦国時代の武将。通称は彦右衛門、小次郎。彦根藩家老小野田一郎家の祖。養子に小野田為躬。

## 概略
『侍中由緒帳』に拠れば、小野田氏は代々今川家に仕えていたとされる。今川氏真の代には飯尾連龍の配下に付けられた。「遠州錯乱」に伴う遠江国曳馬城内乱の際には武功を挙げ、徳川家康が曳馬城に入城した際にはその配下に加わった。当座は曳馬城に差置かれたが、後に岡崎で仕えたとされる。天正12年（1584年）の小牧・長久手の戦いに際しては、徳川家康の命令によって井伊直政の配下に付けられたという。以降は井伊直政の配下として小牧・長久手の戦い、小田原征伐、九戸政実の乱などに従軍した。井伊直政が上野国箕輪城城主となった文禄時代（1592年 - 1596年）には足軽大将に任じられた。関ヶ原の戦いにも従軍し、700石の知行を与えられていたという。実子が居なかったため、旧縁のあった石谷市右衛門の次男を養子にしたという。
彦根城博物館が活字化した『侍中由緒帳』では石谷市右衛門（石谷政勝）の次男を養子にしたとあるが、『寛政重修諸家譜』では石谷政清の娘が小野田小一郎に嫁いだとあり、政清の息子である石谷政信（十右衛門）の、次男の為一が小野田氏を称したとある。